# 파가이가시쥐
파가이가시쥐(Maxomys pagensis)는 쥐과에 속하는 설치류의 일종이다. 인도네시아 믄타와이 제도의 토착종이다.

## 특징
꼬리 길이 163~204mm를 제외한 몸길이가 170~218mm인 보통 크기의 설치류다. 등 쪽 털 색은 갈색빛 노랑이지만 배 쪽은 연한 노랑과 크림색이다.

## 생태
땅 위에서 주로 생활하는 육상성 동물이다.

## 분포 및 서식지
인도네시아 믄타와이 제도의 파가이 섬 남부와 북부, 시포라 섬, 시베루트 섬에서 발견된다. 저지대 열대 우림 일차림에서 서식한다.